# Antônio Carlos Nunes de Carvalho

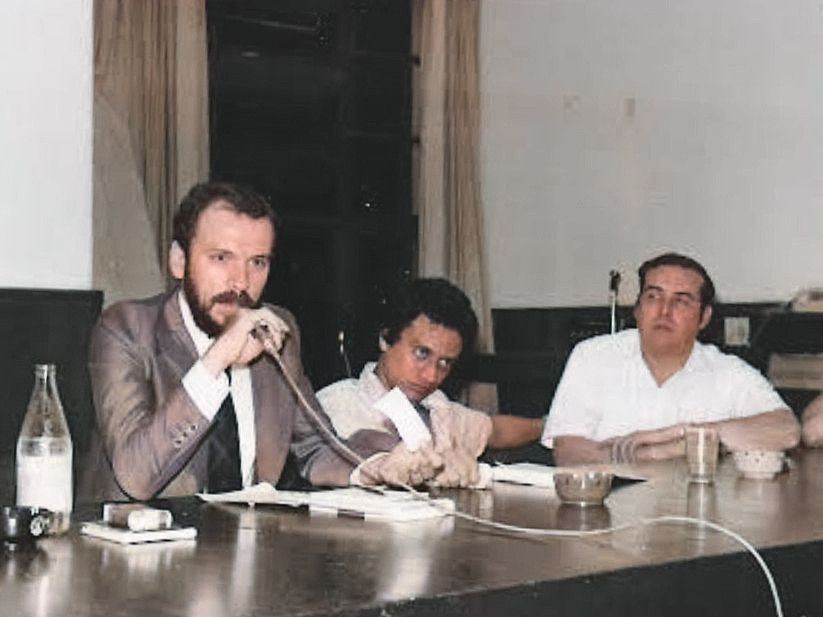
O vereador Antônio Carlos Nunes de Carvalho discursa no auditório da Associação Brasileira de Imprensa (ABI), Rio de Janeiro, 1982

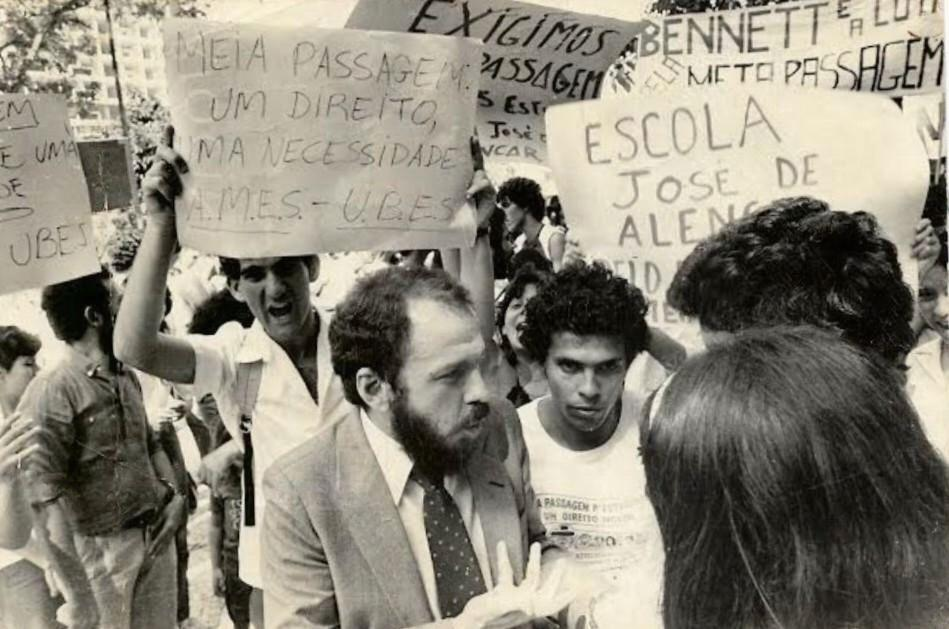
Antônio Carlos de Carvalho participa de manifestação estudantil no Rio de Janeiro em 1979

Antônio Carlos Nunes de Carvalho (Caxias, 1.º de dezembro de 1948 - Rio de Janeiro, 26 de novembro de 1993), conhecido como Tonico, foi vereador pela cidade do Rio de Janeiro de 1976 a 1982. Destacou-se na luta pela democracia. Seu mandato foi um dos polos de resistência à ditadura na época e, por causa disso, foi alvo de atentado terrorista quando, em 27 de agosto de 1980, uma bomba explodiu em seu gabinete mutilando o jornalista José Ribamar de Freitas e deixando outros feridos.

## História

### Atuação política
Antonio Carlos nasceu em 1.º de dezembro de 1948 em Caxias, Maranhão. Iniciou suas atividades políticas em 1966 no movimento estudantil secundarista de seu estado natal e, no ano seguinte, continuou sua militância estudantil no Rio de Janeiro, no curso Politécnico da Universidade Federal do Rio de Janeiro. Em 1968 ingressou na DI-GB (Dissidência da Guanabara, depois MR-8 - Movimento Revolucionário 8 de outubro) e iniciou o curso de engenharia na Universidade Federal do Rio de Janeiro (UFRJ).
Participou da organização da passeata dos 100 mil em protesto contra o assassinato de Edson Luís, estudante secundarista paraense que frequentava o Calabouço. Em 1970, atuou como redator do jornal Resistência (publicação conjunta do MR-8 e ALN – Ação Libertadora Nacional).

### Campanha de 1976 e mandato
A partir de 1973, Antonio Carlos volta a atuar no movimento estudantil e tornou-se uma das principais lideranças, o que facilitou sua indicação como candidato a vereador nas eleições de 1976. Antonio Carlos foi eleito vereador pelo MDB com 40 mil votos apoiado por uma frente formada por MR-8, APML e Ala Vermelha e PC do B.
Seu gabinete foi um espaço vivo de apoio à organização e luta dos trabalhadores e do povo, pelo fortalecimento da luta nas fábricas, da luta sindical contra o arrocho salarial e pela reposição dos salários, pela liberdade e unidade sindical e pela urbanização das favelas e contra as remoções, do movimento contra o aumento do custo de vida, na luta dos camponeses pela terra, e na reconstrução das entidades operárias, estudantis e dos favelados, associações de moradores e da organização das mulheres, na resistência cultural que fervilhava nas universidades e morros cariocas. No movimento dos trabalhadores da educação, cabe citar a organização do atual Sindicato dos Profissionais da Educação do Rio de Janeiro (SEPE).
A reorganização da UNE e da UEE também recebeu apoio; e a luta contra a demolição do prédio da UNE em 10 de junho de 1980 contou com a participação de parlamentares de esquerda, entre eles, Antônio Carlos.
Da mesma forma, o mandato de Antônio Carlos esteve a serviço das grandes lutas nacionais, como a luta pela anistia, e pelas eleições diretas. No campo da solidariedade internacional, participou, em 1980, da primeira delegação de parlamentares a visitar Cuba depois do rompimento das relações diplomáticas em 1964.
Foi presidente da Comissão Abastecimento, Indústria e Comércio por duas sessões legislativas.

### As bombas de agosto
A chamada abertura democrática, iniciada em 1974 e tida como um processo lento, gradual e seguro, foi, na verdade, ainda um período ditatorial no qual havia uma disputa entre as forças democráticas, que queriam superar o regime militar, e parte dos militares que não admitiam ceder o poder aos civis. Nesse contexto, ocorreram algumas ações terroristas patrocinadas pelos militares insatisfeitos com os rumos do país, como foi o caso do Atentado ao Rio Centro, em 1981.
Antes disso, no ano anterior, a cidade do Rio de Janeiro foi palco de atentados à bomba como parte desse mesmo movimento contrário ao processo de abertura política. Primeiro a bancas de jornais e livrarias e, posteriormente, ações com o objetivo de matar o presidente da OAB e o vereador Antonio Carlos.
Em menos de 12 horas, três bombas explodem no Rio de Janeiro, uma dela levando à morte a secretária da OAB, Lyda Monteiro da Silva; outra bomba explodiu cerca de uma hora depois no gabinete de Antonio Carlos, mutilando o jornalista José Ribamar de Freitas e deixando outros feridos; a terceira explodira na madrugada na sede do jornal Tribuna Operária.
Durante dois anos, Antonio Carlos continuou alvo de ameaças, invasão de sua casa e colocação de escuta no carro e telefone.
Em 1982 e 1986 foi candidato a deputado federal pelo PMDB.
Em 1987 foi diretor da Companhia de Transportes Coletivos (CTC) e em 1990 foi Secretário Estadual de Esporte e Lazer.
Antônio Carlos morreu em 26 de novembro de 1993. Na Câmara de Vereadores, parlamentares discursaram relembrando sua trajetória. Neste mesmo ano, é homenageado pela casa legislativa, que dá seu nome ao Salão Nobre, propõe Antonio Carlos como cidadão honorário da cidade, nome de um CIEP (Centro Integrado de Educação Pública) e nome de rua.

## Homenagens
Projeto de Decreto Legislativo n. 61/1993 concede o título de Cidadão Honorário “post morten” da cidade do Rio de Janeiro.
Lei n. 2.205/1994 dá o nome de Antonio Carlos para um logradouro público no Município do Rio de Janeiro.
Resolução Plenária n. 31/2006 institui o 27 de agosto (dia do atentado ao gabinete), Dia da Câmara Municipal do Rio de Janeiro e dá ao Salão Nobre o nome do vereador.